# Sattarivier (Kiruna)
De Sattarivier (Zweeds: Sattajoki) is een rivier die stroomt in de Zweedse gemeente Kiruna. De rivier ontstaat uit het moerasgebied Sattavuoma, krijgt water uit het aangrenzende Sattajärvi en stroomt naar het noordoosten weg. Ze is circa 13 kilometer lang.
Afwatering: Sattarivier → Lainiorivier → Torne → Botnische Golf